# ラブルパイル天体
ラブルパイル天体（ラブルパイルてんたい、Rubble pile、破砕集積体（はさいしゅうせきたい）とも）は、岩塊が集積することによって形成された天体である。小惑星の研究者の中では以前からその存在が予想されていたが、宇宙探査機はやぶさによる (25143) イトカワの観測によってその存在が初めて実証された。

## ラブルパイル天体の起源
小惑星の観測が進められていく中で、小惑星の中には軌道要素が互いによく似たものが存在することが明らかになってきた。その中で特に軌道要素が似通ったもの同士を族と呼ぶようになった。族に所属する小惑星は、もともと存在した母天体が他の天体との衝突によって破壊され、複数の小天体となることによって小惑星族を形成することになったものと考えられた。また破片同士の相対速度が小さい場合、天体同士の衝突、破壊の過程で破片同士が重力によって集積して新たな天体が生みだされることになる。これがラブルパイル天体の起源である。
小惑星帯では太陽系の形成以後、このような衝突そして再集積によるラブルパイル天体の形成が現在まで持続している。小惑星の軌道や強度によってばらつきは見られるが、直径数km程度の小惑星は約10億年、数百mならば数千万年という間隔で他の天体との衝突によって破壊されると考えられており、現在観測されている多くの小惑星が、このような衝突による破壊や衝突後の再集積といった過程を経ているものと見られている。
小惑星帯以外にも、木星型惑星の衛星にはラブルパイル天体と推定されるものが複数存在する。

## ラブルパイル天体の特徴
ラブルパイル天体は天体の破片同士が重力によって集積して形成される天体であるため、天体内に多くの隙間が存在することとなり密度が低いものと考えられた。また破片同士が主に重力によって結合している状態なので天体自体の強度も低いものと推定された。
S型小惑星と同じ物質と考えられる普通コンドライトの密度は約3.2g/cm3、C型小惑星と同じ物質であると推定される炭素質コンドライトの密度は約3.0g/cm3であるため、これらに比べて大幅に密度の低い小惑星はラブルパイル天体の可能性がある。

## これまでの小惑星探査とラブルパイル天体

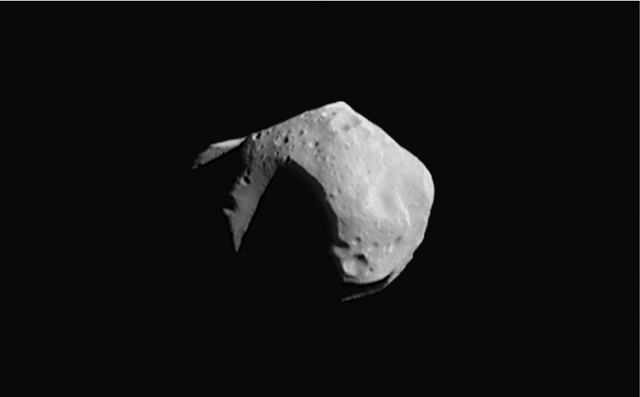
宇宙探査機NEARシューメーカーによってマティルド内部に大きな空隙があることが推定されたが、ラブルパイル天体であるかどうかはまだはっきりとしていない。

木星探査機ガリレオが小惑星帯を通過する際、1991年10月18日にフローラ族に属する小惑星 (951) ガスプラをフライバイしたことが小惑星探査の始まりであった。ガリレオはガスプラにあまり接近しなかったためにガスプラの質量は調査されておらず、現在のところガスプラについてラブルパイル天体であるかどうか判断する材料は少ない。
ガリレオは引き続き1993年8月28日にコロニス族に属するS型小惑星 (243) イダにフライバイを行った。イダに関しては質量が推定され、その結果イダの密度は約2.6g/cm3、内部空隙率は30パーセント前後と推定された。この値はイダが破片の寄せ集めであるラブルパイル構造を持っていることによるものか、それとも内部に大きな割れ目がある一枚岩の天体であるのか、どちらの可能性も考えられる数値であり研究者間の見解も分かれた。なおイダには衛星ダクティルが発見されたが、ダクティルはイダに他の小天体が衝突することによって形成されたという説とともに、母天体の衝突破壊によってコロニス族が形成された際にイダと同時に形成されたとの説がある。
続いてNEARシューメーカーが、1997年6月27日にC型小惑星 (253) マティルドのフライバイを行った。観測によりマティルドの密度は1.3g/cm3、内部空隙率は50パーセントを越えるとの結果が出され、ラブルパイル天体である可能性が強いとされたが、フライバイによる短期間の調査であったこともあり、岩塊が集積することによって形成されたラブルパイル天体かどうかは確定されなかった。

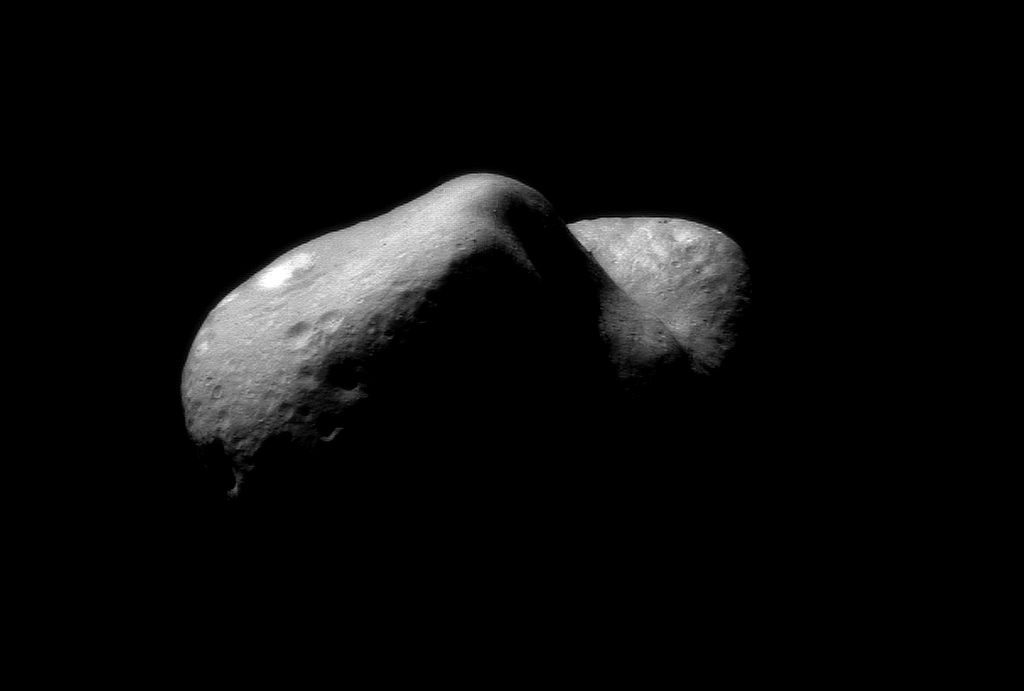
宇宙探査機NEARシューメーカーの観測結果によれば、エロスは内部に割れ目があるもののラブルパイル天体ではないと考えられる。

宇宙探査機NEARシューメーカーは2000年2月14日に、S型小惑星 (433) エロスの周回軌道に入り、約1年間にわたって観測を行った。観測結果からエロスの密度は約2.67g/cm3と推定され、内部空隙率は約30パーセントでイダの数値に近いことがわかった。エロスについては約1年間にわたって詳細な観測が実施された結果、表面に多彩かつ大規模な構造地形が見られることがわかり、エロス表面に形成されたクレーターも構造地形の影響を受けて多角形となっている例も観測された。エロスは大規模な構造地形を保ち続けており、衝突クレーターもエロス自体の構造地形の影響を受けた形となっていることから、破片の寄せ集めで天体自体の強度が弱いラブルパイル天体ではなく、物質同士が結合した内部構造を持つ天体で、内部に大きな割れ目（構造地形）があるものと推定された。またエロスの質量重心と形状的な重心がほとんど同じ場所であることも明らかとなり、この点からもエロスは内部に割れ目が存在するものの、物質同士が結合した内部構造を持つ天体であることを示唆している。

## はやぶさによるイトカワ探査

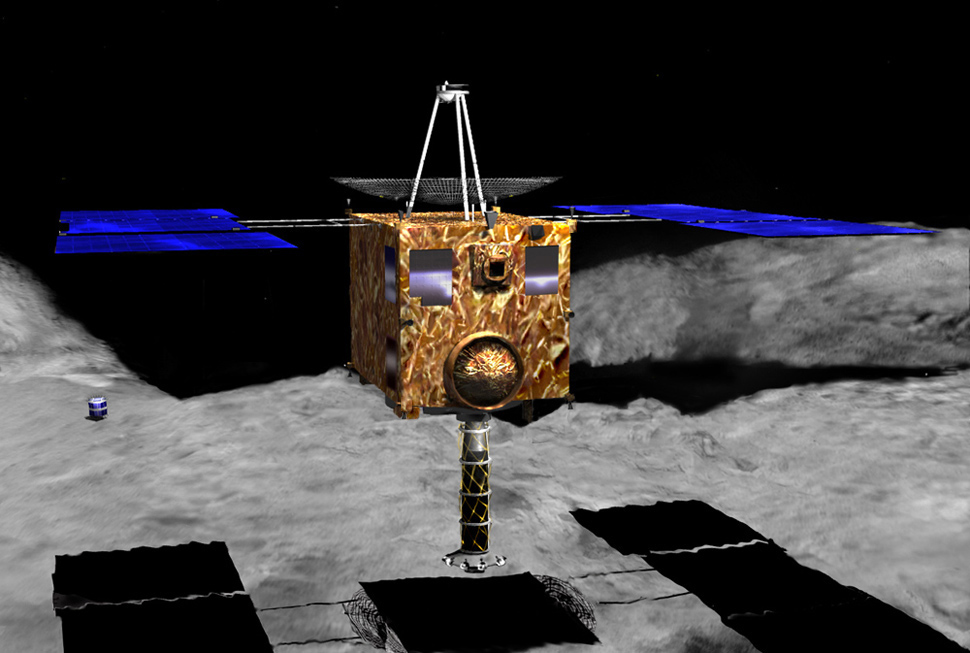
宇宙探査機はやぶさ

はやぶさがイトカワに到着する以前、比較的大きな小惑星がラブルパイル天体であり、数百メートルの大きさであるイトカワのような小惑星はラブルパイル天体ではなくて単一構造を持つと推定されていたが、それまでの宇宙探査機によって探査されたイダ、マティルド、エロスはラブルパイル天体であるかどうかはっきりとせず、理由が謎とされていた。そして2005年9月12日にS型小惑星イトカワに到着した宇宙探査機はやぶさは、2ヶ月あまりに渡ってイトカワを探査し、その結果イトカワがラブルパイル天体であることが明らかとなった。
はやぶさによるイトカワの探査で、複数の方法によってイトカワの体積と質量が求められた結果、密度は約1.9g/cm3であり、全空隙率は40パーセントを越えると推定された。これはマティルドには及ばないものの、イダ、エロスを上回る数値であった。またイトカワ表面には多くの岩塊が見られ、その中で最大の岩塊である通称ヨシノダイ は、イトカワ本体の約10分の1にもなる長さ約50メートルの大きさになる。これはイトカワ表面で見られる、最大でも直径100メートルクラスのクレーター形成時に生成される岩塊の大きさをはるかに上回る。つまりヨシノダイはイトカワで形成された岩塊ではないと判断された。
NEARシューメーカーによって確認されたエロス地表における最大の岩塊は約130メートルの大きさであり、これはエロス最大である直径7.4キロメートルのシューメーカー・クレーター形成時に放出された岩塊と見て問題がない大きさである。またガリレオによって観測されたガスプラ地表で見られる最大の岩塊も、ガスプラ最大のクレーター形成時に放出されたものと考えてよい大きさであった。一方イトカワ最大の岩塊であるヨシノダイは、イトカワ上で確認される最大のクレーター形成時に放出される岩塊とは到底考えられない大きさであり、ヨシノダイはイトカワが形成された小惑星同士の衝突時に出来た大きな破片の一つ、または衝突前にイトカワの母天体にあたる天体にあった岩塊であったものと考えられている。クレーターの形成によって造られたわけではないことが明らかな岩塊であるヨシノダイは、イトカワが小惑星同士の衝突によって生まれた岩塊の集積によって生まれたラブルパイル天体である有力な証拠となった。そしてイトカワはラッコと似た形態をしていると言われているが、岩塊の集積によってラッコの頭と胴体に当たる部分が形成され、最後に頭と胴体に当たる部分が合体して現在のイトカワとなったとの推測もなされている。
またイトカワ地表で確認されたクレーターが少なく、見つかったクレーターも底が浅く、しかも形が歪んでいることも、イトカワがラブルパイル天体であるため、小天体の衝突によってクレーターが形成される際にイトカワ内部の岩塊も動かされることによるものと推定される。そしてイトカワ表面からは角礫岩と考えられる岩が観測された。岩石の破片が固着した角礫岩が形成されるのには岩石の破片同士が溶結する必要があるが、イトカワの大きさでは岩石の破片同士が溶結する作用は起こり得ず、直径数十km以上の天体上で起きたものと考えられている。そのため角礫岩はイトカワの母天体にもともとあったものと見られ、イトカワの母天体であった小惑星は数十km以上の大きさであったと推定された。これらの事実もまたイトカワが小惑星同士の衝突によって生まれた岩塊が集結して出来たラブルパイル天体であることを示唆している。
このようにはやぶさによる観測結果から、内部空隙率が高いこと以外に、地形の観測によって得られた複数の証拠からも、イトカワは小惑星同士の衝突によって生まれた岩塊が集積したことによって形成されたラブルパイル天体であることが明らかとなった。

## ラブルパイル天体探査の意義
現在見られる小惑星の多くが、小惑星同士の衝突、破壊、そして破壊された破片の集積の繰り返しという歴史を経ていると考えられる。はやぶさによるイトカワの観測によってその仮説が初めて実証された意義は大きい。しかしイトカワはS型小惑星であり、他のC型などの小惑星に同じようなラブルパイル天体が見られるかどうか、そして実際のラブルパイル天体について地震波や電波などで直接探査し、ラブルパイル天体が重力のみで結合しているのかそれとも他の結合力が生み出されているのか等、ラブルパイル天体の内部について調査を進めていく必要性が指摘されている。その結果、小惑星の成り立ちなど太陽系の歴史の理解がより進むことが期待される。
またイトカワのような地球近傍小惑星は遠い将来地球に衝突する可能性もあり、小惑星の内部について探査することは地球に衝突する可能性がある天体の内部についての知識を深めることにつながるため、スペースガードの視点からも重要であると考えられている。